# شرکت قانونی
شرکت قانونی (به انگلیسی: Statutory corporation) شرکتی است که توسط دولت ایجاد شده‌است. میزان مالکیت دولت در اینگونه شرکت‌ها، طبق قوانین و مقررات حقوقی کشورهای مختلف متفاوت است، بنابراین ممکن است شرکت‌های خصوصی یا دولتی، سهامداران شرکت‌های قانونی باشند یا یک دولت از طریق شرکت‌های زیرمجموعه یا فرعی خود، مالکیت بیشتر یا تمامی سهام این شرکت‌ها را در اختیار داشته باشد.